# Yuka Kashino
Yuka Kashino (樫野有香, Kashino Yuka), surnommée Kashiyuka (かしゆか), née le 23 décembre 1988 à Hiroshima au Japon, est une chanteuse et idole japonaise et est l'une des trois membres du groupe de J-pop Perfume

## Biographie
Kashino est née et a grandi à Hiroshima au Japon. Elle y suit les cours à l'Hiroshima Actors School avec ses amies et autres membres actuels du groupe Perfume, Ayaka Nishiwaki et Ayano Ōmoto. Elle et Nishiwaki sont les deux membres originaux du groupe Perfume. 
Kashino et Nishiwaki forment le groupe Perfume en 2001 avec une troisième personne, Yūka Kawashima, qui quittera le groupe peu de temps après afin de se concentrer sur ses études. Nishiwaki demande à Ōmoto de rejoindre Perfume sans y être autorisée.